# PirateBox
Une PirateBox est un dispositif électronique souvent composé d'un routeur et d'un dispositif de stockage d'information, créant un réseau sans fil qui permet aux utilisateurs qui y sont connectés d'échanger des fichiers anonymement et de manière locale. Par définition, ce dispositif qui est souvent portable, est déconnecté d'Internet.
Les PirateBox sont à l'origine destinées à échanger librement des données libres du domaine public ou sous licence libre. Les logiciels utilisés pour la mise en place d'une PirateBox sont majoritairement open source (source ouverte), voire libres.

## Historique
Ce type de dispositif a été imaginé par David Darts (en) en 2011, professeur à la Steinhardt School of Culture, Education and Human Development de l'université de New York sous licence Art Libre. Il a été créé dans le but de devenir affranchi du web tel que nous le connaissons : fichage, vente de données personnelles, publicité en ligne (ciblage), etc. Son créateur explique dans nombre d'entretiens son envie de montrer à ses concitoyens qu'un autre web est possible, un endroit anonyme et libre reprenant les bases des prémices d'Internet, le libre échange d'information et de données.
Depuis elle a été fortement popularisée en Europe de l'Ouest, notamment en France par Jean Debaecker. Alors enseignant-chercheur (ATER) à l'université Charles-de-Gaulle Lille-III, ce docteur en sciences de l'information et de la communication a recentré l'utilisation de la PirateBox dans un contexte d'usage pédagogique. Initiative qui fut reprise sous le nom de PedagoBox ou LibraryBox à travers différentes bibliothèques, universités, collèges et lycées.
Son développement est très largement maintenu par Matthias Strubel. Ce dernier contribue au développement technique et fonctionnel.

## Exemples d'usages

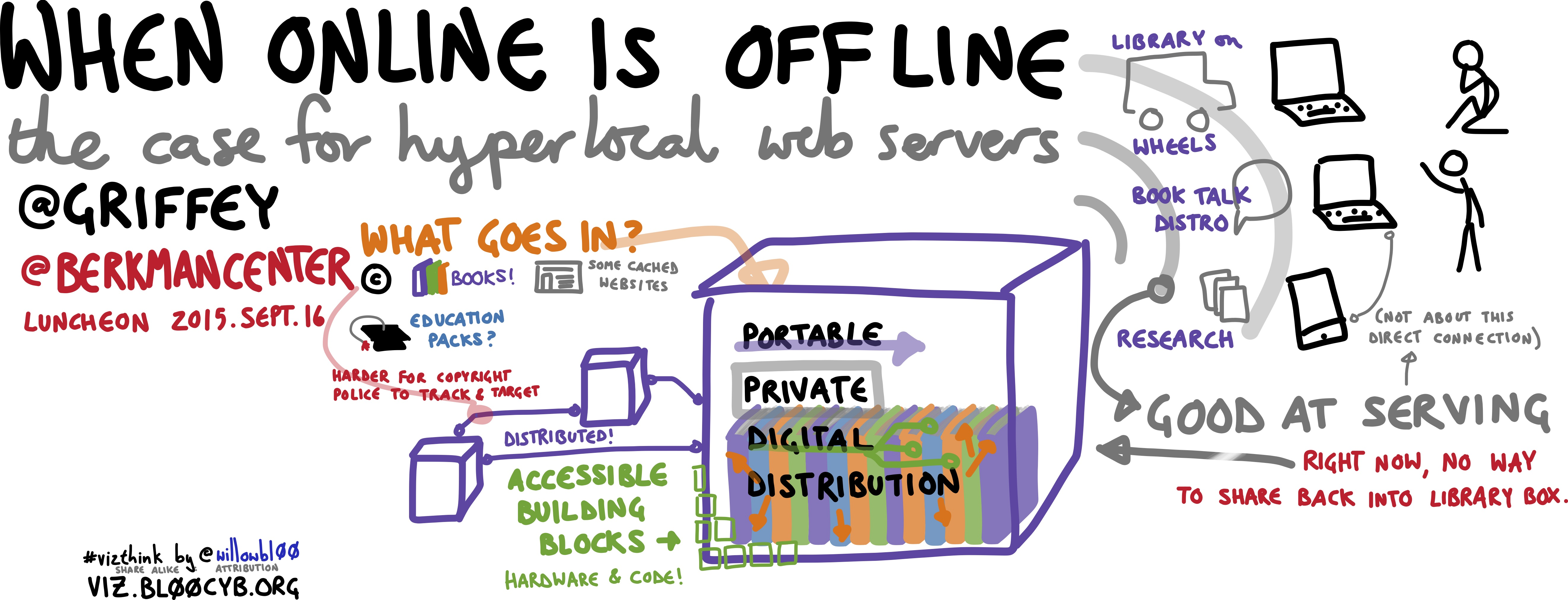
« Lorsque en-ligne est hors-ligne ».

Plusieurs projets pédagogiques les utilisent pour offrir des contenus à des élèves ou des étudiants et leur permettre d'échanger par chat ou forum. 
La PirateBox est aussi utilisée dans des lieux où l'accès à Internet est quasi impossible, comme un projet visant à fournir à des villages d'Afrique de quoi échanger des données mais aussi stocker des informations comme une bibliothèque, des ouvrages de médecine ou des manuels scolaires.
Un autre usage envisagé consiste à fournir à un quartier puis à une ville un réseau parallèle permettant aux habitants d'échanger des informations comme la date d'une réunion de quartier, celle de la prochaine brocante, ou d'un événement quelconque. Il permet aussi de discuter en temps réel via son service de messagerie instantanée.

## Utilisation
L'utilisateur se connecte à la PirateBox en Wi-Fi (au moyen d'un ordinateur portable par exemple) sans avoir à renseigner de mot de passe. Il lance ensuite son logiciel navigateur web, lequel va afficher la page web locale de la PirateBox et ainsi au moyen d'applications web permettre de :
- télécharger ou téléverser des fichiers ;
- utiliser le système de messagerie instantanée disponible ;
- poster des messages sur le forum.

Tous ces échanges de données restent confinés à la PirateBox, sans aucun lien avec l'Internet. Cependant, une option (encore en développement) permet de créer un réseau maillé entre plusieurs PirateBox afin, par exemple, de télécharger des fichiers entre plusieurs PirateBox.

## Appareils pouvant être détournés en PirateBox
- Android (v2.3+) : un portage informatique non officiel permet de transformer des appareils (ex. : smartphones et tablettes) en PirateBox[6]. Difficulté : il nécessite le root d’Android. Ce logiciel est disponible sur Google Play (depuis juin 2014)[7][réf. non conforme].
- PirateBox Live USB : permet la transformation provisoire d'un ordinateur en PirateBox[8].
- Raspberry Pi[9].

### Routeurs WIFI
Liste non exhaustive :
- Routeur TP-LINK MR3020 : c'est le premier appareil modifié par David Darts[10],[11].
- Routeur TP-LINK MR3040 : certaines versions uniquement[12][réf. non conforme]

Le wiki officiel du projet PirateBox contient une liste à jour de matériels compatibles[réf. non conforme].

## Déclinaisons
- Share Box : conçue en juillet 2013, en France à Clermont-Ferrand, il s'agit d'une adaptation de la PirateBox, dont le nom se veut plus attrayant. Plusieurs sont mises en place dans la ville en lien avec le mouvement des Indignés local[14][réf. non conforme],[15][réf. non conforme]. En septembre, le site web officiel ouvre, proposant de transformer des PirateBox en ShareBox[16][réf. non conforme].
- LibraryBox : une version destinée au partage de livres numériques nommée LibraryBox est lancée sur le site Kickstarter en juin 2013[17],[18]. Elle vise à fournir un média d'installation simplifié et une plus grande facilité dans la personnalisation de l'interface d'une PirateBox.
- BiblioBox : projet francophone inspiré de la LibraryBox[19][réf. non conforme].
- SVTuxBOX : projet libre, initié par un enseignant de Sciences de la Vie et de la Terre en 2012, permettant de partager, échanger et collaborer dans un contexte scolaire (classe, sortie pédagogique…). Projet basé sur l'utilisation d'un Raspberry Pi générant un hotspot Wifi et auto-hébergeant différentes applications[20][réf. non conforme].
- CoWBox : projet d'étudiants français (ISEN, Toulon)[21].
- BibleBox : déclinaison de la PirateBox destinée à la diffusion de livres religieux tels que la Bible, réalisé par un chrétien australien[22].
- LudoBox : déclinaison de la LibraryBox destinée au partage et à la diffusion de jeux de société sous licence creative common ou libre (, 2015).
- MoodleBox : projet libre destiné à l'enseignement en ligne et fournissant un serveur Moodle sur une Raspberry Pi[23].
- Elqui : logiciel permettant de transformer simplement un ordinateur en Share Box[24].
- Fuxico : adaptation de l'interface de la PirateBox au contexte de la création de « réseaux féministes autonomes » au Brésil[25].

## Autour de la PirateBox
Début 2012 est lancé un appareil à l'utilité assez proche de celle de la PirateBox, par le moyen de Kickstarter, nommé CloudFTP.
Lancée en 2012, il a existé sous Android une « application permettant de lister, et localiser les Piratebox dans toute la France,[réf. non conforme],. » (en utilisant Google Maps). Elle a été retirée de Google Play en 2014.